# Sibir (Schiff, 1977)
Der Atomeisbrecher Sibir (russisch Сибирь ‚Sibirien‘) war ein russischer nuklear angetriebener Eisbrecher der Arktika-Klasse, der für das Eisfreihalten in der Nordpolarregion konstruiert wurde.
Das Schiff war mit zwei OK-900A-Atomreaktoren ausgestattet, die jeweils eine thermische Leistung von 171 MW erbrachten. Die Reaktoren waren von 1977 bis 1992 in Betrieb. Die Reaktoren trieben zwei Dampfturbinen an, an die wiederum sechs Generatoren angeschlossen waren. Mittels Sensoren, die über das ganze Schiff verteilt waren, wurde stets die Strahlungsintensität kontrolliert.
Der Atomeisbrecher benötigte im Mai/Juni 1978 nur 18 Tage für den Weg von Murmansk zur Beringstraße. Im Jahr 1987 unternahm die Sibir eine in der Geschichte der arktischen Seefahrt bis dato einzigartige Fahrt: Erst wurden Mitglieder der russischen Forschungsstation Nordpol-27 von einer driftenden Eisscholle aufgenommen, dann die Station Nordpol-29 eröffnet und im Anschluss der Nordpol zu Forschungszwecken erreicht.
Die Sibir ist seit 1993 außer Betrieb. Alle Brennelemente wurden entfernt. Ende 2016 wurde bekanntgegeben, dass die Sibir nach Murmansk geschleppt und dort ab Anfang 2017 von der Nerpa-Werft verschrottet wird.